# Mikkel Beckmann
Mikkel Beckmann (* 24. Oktober 1983 in Lundtoft) ist ein ehemaliger dänischer Fußballspieler.

## Vereinskarriere
Beckmann begann im Alter von 4½ Jahren seine Karriere in der Jugend von Brede IF. Über Virum-Sorgenfri BK kam er 2002 zu B 1903 Kopenhagen, wo er seine letzte Spielzeit als Jugendspieler absolvierte.
In Folge bekam er im Alter von 19 Jahren bei Brønshøj BK seinen ersten Jung-Profivertrag. In der Hinrunde der Spielzeit 2003/04 debütierte er unter Trainer Bent Christensen in der zweithöchsten Spielklasse Dänemarks. Insgesamt kam er beim arg abstiegsbedrohten Verein zu sechs Ligaeinsätzen, in denen er seine ersten Talentproben abgeben konnte. Noch in der Winterpause der Spielzeit wechselte Trainer Christensen in die dänische Dritte Liga zu seinem Stammverein Lyngby BK und holte zum Einstand Beckmann zum Verein.

### Lyngby BK
Beim 2001 bankrottgegangenen Traditionsverein schaffte er daraufhin den Durchbruch im Erwachsenenfußball. In elf Rückrundenbegegnungen gelangen ihm drei Torerfolge und sechs Torvorlagen. Weiters wurde er zum Lyngby-Spieler des Frühjahres gewählt.
In der Spielzeit 2004/05 hatte sich Beckmann als rechter Mittelfeldspieler etabliert und feierte, vor allem dank 22 Saisontoren von Morten Nordstrand, als Tabellendritter den Aufstieg in die zweite Dänische Liga.
In der Folgespielzeit bekam er mit Kim Aabech, mit dem er bereits bei Virum-Sorgenfri und B 1903 zusammengespielt hatte, einen kongenialen Offensiv-Partner zur Seite gestellt. Im Offensiv-Verbund mit Aabech und Nordstrand avancierte Lyngby daraufhin zur offensiv-stärksten Mannschaft der Liga und sorgte als Aufsteiger für Furore. Am Ende der Saison verpasste man als Tabellendritter lediglich knapp den Durchmarsch in die SAS-Liga. Nordstrand, der in Liga Zwei seine Torquote sogar noch auf 29 Saisontore verbessern konnte, war daraufhin nicht mehr zu halten und wechselte in die SAS-Liga zum FC Nordsjælland. Mit dem als Ersatz für Nordstrand geholten Anders Jochumsen tätigte die Vereinsführung daraufhin einen Glücksgriff. Jochumsen integrierte sich nahtlos in das von Beckmann und Aabech dirigierte Offensivspiel der Vikingerne und wurde mit 16 Toren hinter Peter Graulund zweiter der Torschützenliste. Hinzu kam eine Leistungsexplosion von Aabech der seine Torquote von 6 auf 15 Tore steigerte. Beckmann als Haupt-Vorlagengeber aus dem Mittelfeld bildete vor allem mit Aabech eine spielerische Symbiose, wodurch der bei Lyngby oft strapazierte Begriff ""Aabeckman" ins Leben gerufen wurde. Die Mannschaft schaffte mit einem Torverhältnis von +20 und fünf Punkten Vorsprung auf den zweitplatzierten Aarhus GF den souveränen Gewinn des Meistertitels in der Viasat Sport Division und die damit verbundene Rückkehr in die SAS-Liga.
Aufgrund der nach dem finanziellen Bankrott Anfang des neuen Jahrtausends neu ins Leben gerufenen Vereinsphilosophie, keine teuren Spieler zu kaufen, ging man daraufhin ohne Routiniers in die Erstligasaison. Die talentierte, aber unerfahrene Mannschaft erwies sich über die gesamte Spielzeit als nicht erstligareif und stieg als Tabellenletzter sofort wieder ab. Beckmann, inzwischen zum Führungsspieler herangereift, war bis zuletzt mit ambitionierten Leistungen aufgefallen und avancierte zu einem der wenigen Gewinner. Mit 8 Toren in 26 Einsätzen glänzte er erstmals in seiner Karriere mit Torgefahr und hatte das Interesse mehrerer Vereine geweckt. Nachdem ein Wechsel in der Sommerpause aufgrund der hohen Ablöseforderung von Lyngby gescheitert war, lief er noch für 3 Spiele mit 2 Torerfolgen in der zweiten Liga auf. Daraufhin einigte sich Lyngby überraschend doch noch mit Randers FC auf eine Ablösesumme in Höhe von knapp über einer halben Million Euro, woraufhin Beckmann wieder erstklassig war.

### Randers FC
Seine Debütsaison für Randers war vor allem von mehreren kleinen Verletzungen geplagt. Gleich nach dem ersten Meisterschaftsspiel gegen den AC Horsens laborierte er an einer Knieverletzung, die ihn über einen Monat zum Pausieren zwang. Danach lief er bis zur Winterpause seiner Form hinterher, konnte lediglich drei Torvorlagen und keinen Torerfolg verbuchen. In der Vorbereitung zur Rückrunde verletzte er sich daraufhin abermals am Knie und schaffte es dadurch nicht, sich einen Stammplatz zu erkämpfen. Randers spielte eine gute Rückrunde und beendete die Spielzeit im gesicherten Mittelfeld auf Tabellenplatz fünf. Beckmann absolvierte insgesamt sechzehn Ligaspiele mit drei Torerfolgen, hatte sich jedoch bis zuletzt nicht als Stammkraft etabliert.
In der Folgespielzeit nahm er daraufhin endlich seinen angedachten Platz im offensiven Mittelfeld seines Vereins ein und blieb verletzungsfrei. Mit Marc Nygaard fiel jedoch der große Leistungsträger des Vorjahres in ein lang andauerndes Formtief und die als Führungskräfte verpflichteten Tobias Grahn und Allan Jepsen enttäuschten auf ganzer Linie. Diese Ausfälle konnte die Mannschaft nicht verkraften und schlitterte in den Tabellenkeller. Zur Winterpause war man mit dreizehn Punkten Rückstand abgeschlagen am Tabellenende und einer der aussichtsreichsten Kandidaten auf den Abstieg.
Zur Rückrunde präsentierte sich vor allem Beckmann daraufhin stark verbessert und spielte eine herausragende Halbserie. Mit sieben Toren in fünfzehn Spielen, sechs davon spielentscheidend, war er fast im Alleingang für die Aufholjagd seiner Mannschaft und den daraus resultierenden Klassenerhalt zuständig. In 31 Saisonspielen hatte er zehn Tore erzielt und wurde von den Vereinstrainern der SAS-Liga zum besten Spieler der Rückrunde gewählt.

### FC Nordsjælland
Im Juli 2011 wechselte Beckmann vom Randers FC zum FC Nordsjælland, nachdem Randers in die 1. Division abgestiegen ist. Die Ablöse betrug 135.000 Euro. Beckmann kam in seiner ersten Saison zu 23 Einsätzen, bei denen er acht Tore erzielte. Mit diesen acht Toren hatte er Anteil am Gewinn des Meistertitels. In der Spielzeit 2012/13 kam Beckmann zum Europapokaldebüt, als er in der Champions-League-Gruppenphase gegen Schachtar Donezk in der Anfangself stand. Gegen Juventus Turin am 23. Oktober 2012 schoss er sein erstes Tor im Wettbewerb und sein erstes Europapokaltor.

### APOEL Nikosia
Am 8. Januar 2013 unterschrieb Beckmann einen Vertrag für zweieinhalb Jahre bei APOEL Nikosia. Die Ablösesumme lag bei 200.000 Euro. Sein erstes Tor für APOEL schoss er am 3. März 2013 gegen AEK Larnaka. Am Ende der Saison 2012/13 feierte er mit der Mannschaft die zyprische Meisterschaft.

### IF Elfsborg
Trotz des Erfolges mit APOEL Nikosia wurde Beckmanns Vertrag dort vorzeitig aufgelöst. Er wechselte daraufhin ablösefrei zum IF Elfsborg, wo er David Elm ersetzte, der zum Kalmar FF gewechselt war. Er unterschrieb dort einen Vertrag für dreieinhalb Jahre. Das Engagement verlief jedoch für ihn glücklos, beim mehrfachen Landesmeister blieb ihm größtenteils nur die Rolle eines Ergänzungsspielers. Daher verließ er den Klub bereits nach anderthalb Jahren wieder und kehrte nach Dänemark zurück.

### Hobro IK
Im Februar 2015 unterzeichnete Beckmann einen bis Sommer 2016 gültigen Vertrag bei Hobro IK. Bei Hobro absolvierte er in der Spielzeit 2014/15 noch neun Ligaspiele, ehe er am 22. November 2015 bekanntgab, seine aktive Karriere aufgrund anhaltender Schmerzen zu beenden.

## Nationalmannschaft
Beckmann gilt als Spätstarter auf internationaler Ebene für Dänemark, da er in keine Jugendauswahl seines Landes einberufen wurde. 2008 debütierte er nach starken Leistungen für Lyngby unter Trainer Morten Olsen beim 2:1-Auswärtssieg im Freundschaftsspiel gegen Slowenien in der A-Nationalmannschaft. Er kam in Minute 71 für Martin Jørgensen ins Spiel.
Am 26. März 2008 durfte er beim 1:1 im Freundschaftsspiel gegen Tschechien in der Startelf debütieren, wurde jedoch beim Stand von 0:0 in der Halbzeitpause gegen Kenneth Perez ausgewechselt.
Daraufhin wurde er nicht mehr in die Nationalmannschaft einberufen, ehe er als größte Überraschung neben Patrick Mtiliga in das vorläufige Aufgebot Dänemarks für die Fußball-Weltmeisterschaft 2010 in Südafrika nominiert wurde. Trainer Olsen begründete seine Entscheidung mit der überragenden Spielzeit, die Beckmann für seinen Verein absolviert hatte. Zuvor hatte man ihm lediglich Außenseiterchancen auf einen Platz im WM-Aufgebot eingeräumt.

## Erfolge

### Im Verein
- Superliga-Aufstieg: 2007
- Dänische Meisterschaft: Meister 2012
- Zyprische Meisterschaft: Meister 2013
- Schwedischer Pokalsieger: 2013/14

### Als Spieler
- 1× Spieler der Rückrunde in der dänischen Superliga: 2010
- 1× Randers-FC-Spieler des Jahres: 2009/10